# Bartul Kašić
Compléments
Kašić est l'auteur de la première traduction de la Bible en croate
Bartol Kašić (en français Barthélemy Kašić, en latin Bartholomeus Cassius), né le 15 août 1575 sur l’île de Pag (Croatie) et décédé le 28 décembre 1650 à Rome, est un prêtre jésuite croate. Eminent grammarien et linguiste croate il est l'auteur de la première traduction de la Bible en cette langue.

## Biographie

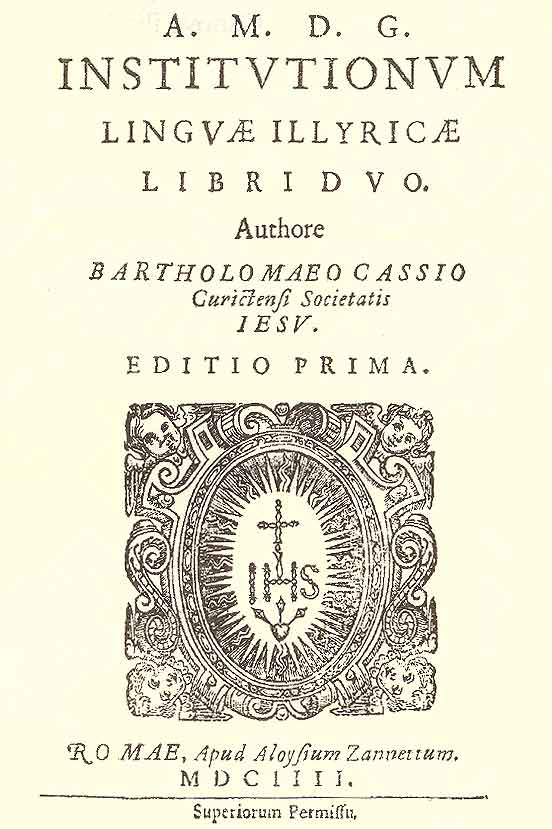
Page de titre de la grammaire croate (1604)

Né le 15 août 1575 Bartul Kašić entre dans la Compagnie de Jésus le 14 août 1595. Après une période de noviciat fait à Rome il poursuit des études de philosophie au Collège Romain (1601-1603) et, sa théologie achevée, est ordonné prêtre le 11 mars 1606. Durant ses études il compose déjà une grammaire croate, à la demande du supérieur général des Jésuites, Claudio Acquaviva, qui se préoccupe du sort des catholiques en Illyrie (dans les Balkans)  alors sous domination turque. Pour élaborer cette grammaire il se base sur le modèle de Manuel Alvares (de 1572) et choisit le ‘Chtokavien’ parmi les multiples dialectes de la région.
Ses études terminées Bartul Kašić est d’abord ‘pénitencier’ illyrien à Rome (1607-1609) puis est envoyé comme missionnaire et prédicateur dans la république de Raguse (Dubrovnik). Lorsque cette mission est dissoute il est envoyé par le pape Paul V (1612) en Europe centrale pour y observer la situation des catholiques sous domination ottomane. Il ouvre une résidence jésuite et école à Belgrade en Serbie.
Revenu à Rome en 1613 pour y faire rapport au pape Bartul Kašić suggère qu’un évêque et davantage de prêtres leur soient envoyés. D’autres propositions sont faites : le pape devrait renoncer à la guerre contre les Turcs et plutôt répandre le Christianisme ‘par la croix  le sacrifice et l’humilité’. Il propose qu’un délégué pontifical soit envoyé à Istanbul auprès du sultan pour y encourager paix et amitié et s’assurer que les chrétiens soient bien traités.

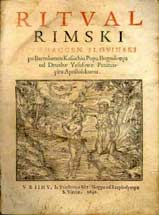
Le Rituale romanum en croate (1640)

Rien de tout cela n’est retenu. Déçu, Bartul Kašić se retire au collège illyrien de Loreto où il est confesseur de langue croate (1614-1618). Il consacre une grande partie de son temps à l’écriture, versifiant en croate, entre autres, les cinquante premiers psaumes (‘Pjesni duhovne’) et traduisant le Petit catéchisme de Bellarmin (‘Nauk krstjanski’). En 1616 il fait sa profession religieuse définitive.
Envoyé de nouveau en terres ottomanes (1618) il passe quelque temps à Timisoara (Roumanie actuelle), y prêchant et administrant les sacrements. En 1620 il fonde une nouvelle mission en République de Raguse où il réside durant treize ans. Les besoins en livres religieux sont grands aussi compose-t-il en croate un manuel de confession (Zarcalo nauka krstjanskoga), écrit-il des biographies, dont celle de saint Ignace, et traduit-il la Bible entière – la première Bible croate -  malgré l’opposition de certains prélats qui préfèrent s’en tenir à la version paléoslave.
Bartul Kašić est de nouveau confesseur croate au collège illyrien de Loreto en 1633, et deux ans plus tard, à Rome (1635). Parmi d’autres publications pieuses et liturgiques de cette époque il faut retenir la version croate du Rituale Romanum de Paul V, un livre de grande importance car ce fut le seul cas où la Congrégation romaine donna la permission pour que le nouveau rituel romain soit traduit en langue vernaculaire. Ce ‘rituel’, dans ses éditions successives en croate, fut utilisé en Croatie jusqu’au XXe siècle.
Bartul Kašić meurt à Rome le 28 décembre 1650.

## Écrits
- Razlika skladanja slovinska (un dictionnaire Italien-Croate), Rome, 1599
- Institutionum linguae illyricae libri duo (La structure de la langue illyrique [croate] en deux livres), Rome, 1604
- Des vies de saints (collection Perivoj od djevstva)
- Nauk krstjanski (traduction du petit catéchisme de Bellarmin de Bellarmin)
- Une tragédie spirituelle, 1627 (publiée en 1938)
- La Bible en croate, 1633.
- Ritual rimski (Rituel romain), 1640